# NKマルソニア・スラヴォンスキ・ブロド
NKマルソニア（NK Marsonia）は、クロアチアのブロド＝ポサヴィナ郡スラヴォンスキ・ブロドをホームタウンとするサッカークラブである。

## 歴史
1909年にマルソニア (Marsonia) として創設され、何度か名前が変更されたが、1992年にBSKからマルソニアに改称されて元の名前が復活した。
1994年にプルヴァHNLに初昇格し、1994-95シーズンは5位の成績を残した。2003年にドルガHNL・北地域で優勝してプルヴァHNLに昇格したが、2003-04シーズンを最後にプルヴァHNLから離れ、クラブ創設100周年は郡1部リーグで迎えた。プルヴァHNLでの最高順位は1994-95シーズンに記録した5位であり、その後に所属した5シーズンは12位が最高であった。
2011年、マルソニアとMVクロアチアが合併してNKマルソニア1909 (Marsonia 1909) が創設され、2011-12シーズンのドルガHNLに参加することが発表された。

## 獲得タイトル
ドルガHNL - North:2回
- 1993-94, 2002-03

トレチャHNL - East:2回
- 1998-99, 2019-20

## 歴代監督
- ズラトコ・クラニチャール 2000-2001
- ヴィエラン・シムニッチ 2006

## 歴代所属選手
- ヴィエッコスラブ・スクリーニャ 1987-1989
- エディン・ムイチン 1991-1995
- イヴィツァ・オリッチ 1996-1998, 2000-2001
- マリオ・マンジュキッチ 1996-2003, 2004-2005
- ジョシップ・バリシッチ 2000-2002